# Tror De på hekse
|  | Denne artikel er oprettet af botten PalnaBot ud fra en ekstern database. Den kan derfor have sproglige fejl eller mangler. Denne skabelon kan fjernes efter kontrol af indholdet. |

Tror De på hekse er en kortfilm fra 1969 instrueret af Kirsten Stenbæk efter manuskript af Kirsten Stenbæk, Bent Grasten.

## Handling
Grotesk-amourøs collage-situation i fantastisk udsætning fra en stille bar i det indre København. Med Lotte Olsen som en prægtig heks (?) og Peter Steen som hendes offer - eller hvad?